# Estrada das Missões
Estrada das Missões ou Caminho das Missões, foi uma via que interligou o sertão dos Campos Gerais da antiga comarca de Paranaguá e Curitiba à Região das Missões, no Rio Grande do Sul.

## História
A estrada foi aberta pela expedição do alferes Atanagildo Pinto Martins (também conhecida como "Vereda das Missões") no ano de 1816, saindo da região da Vila Nova de Castro, atual cidade de Castro e que na época fazia parte da Província de São Paulo, local onde Atanagildo e sua família moravam, terminando na região de Palmeira das Missões e nos campos de São Borja.
O caminho era utilizado por tropeiros e comboios de carretas de boi para o transporte da erva-mate, escoando a produção deste produto para regiões de grande consumo, assim como uma nova rota em direção a Sorocaba para a comercialização de animais (mulas e cavalos).
A abertura da estrada propiciou um fluxo migratório de paulistas e paranaenses para o Planalto Médio, ocasionando a criação de novos núcleos urbanos nesta região, como as cidades de Cruz Alta, Santa Bárbara do Sul, Carazinho, Passo Fundo, Lagoa Vermelha e Vacaria e também ao longo de toda a sua extensão. 